# Afkondiging van de wet
De afkondiging van de wet is de handeling waarmee een wet uitvoerbaar wordt verklaard. Dit is te onderscheiden van het aannemen, bekendmaken en inwerkingtreden van de wet. In constitutionele monarchieën gebeurt de afkondiging veelal door de koning. In België geeft de vorst als tak van de wetgevende macht de koninklijke bekrachtiging en als hoofd van de uitvoerende macht de afkondiging, die het bestaan van de wet in de formele zin, aangenomen door de wetgevende macht, bevestigt en de uitvoering ervan beveelt. Bekrachtiging en afkondiging gebeuren in eenzelfde akte.

## Verenigd Koninkrijk
Een Act of Parliament wordt afgekondigd wanneer de koning er zijn royal assent aan geeft. 

## Frankrijk
Nadat de Franse Staten-Generaal zich in 1789 hadden omgevormd tot Nationale Grondwetgevende Vergadering, namen ze de Britse praktijk van de  sanction royale over. Dit werd geformaliseerd in de Franse Grondwet van 1791. 
Onder de Vijfde Republiek is het de president die de wetten afkondigt.

## België
Artikel 109 van de Belgische Grondwet bepaalt: 'De Koning bekrachtigt de wetten en kondigt ze af'.
De afkondiging van de wet impliceert ook de bevestiging door de Koning dat de wet op regelmatige wijze tot stand is gekomen. De wetten in de formele zin moeten, wanneer ze een aangelegenheid als bedoeld in artikel 77 van de Belgische Grondwet betreffen, worden aangenomen door de Kamer van volksvertegenwoordigers en de Senaat. Kamer en Senaat moeten identiek dezelfde tekst hebben aangenomen. Het afkondigen van de wet door de Koning houdt in het bijzonder in dat de Koning bevestigt dat de wet door Kamer én Senaat in dezelfde bewoordingen is goedgekeurd.
Uit artikel 109 van de Grondwet leidt men af dat alleen de Koning de wetten kan afkondigen. Hieruit volgt dat een 'wet' (in een aangelegenheid als bedoeld in artikel 77 van de Grondwet) die alleen maar door de Kamer van volksvertegenwoordigers zou zijn aangenomen, maar die (per vergissing) door de Koning zou zijn afgekondigd, toch door de hoven en rechtbanken zou moeten toegepast worden. De hoven en de rechtbanken kunnen niet in de plaats van de Koning onderzoeken of een wet van het parlement op regelmatige wijze is tot stand gekomen.
De wetten worden in het Nederlands en in het Frans gestemd, bekrachtigd, afgekondigd en bekendgemaakt (artikel 1, eerste lid van de wet van 31 mei 1961 betreffende het gebruik der talen in wetgevingszaken, het opmaken, bekendmaken en inwerkingtreden van wetten en verordeningen).
De afkondigingsformule is voor de wetten in de formele zin bij wet vastgesteld: 'Kondigen deze wet af, bevelen dat zij met 's Lands zegel zal worden bekleed en door het Belgisch Staatsblad zal worden bekendgemaakt' (artikel 3, van de wet van 31 mei 1961).
Een zogenaamde besluitwet, die beschouwd werd als een regelmatige akte van de wetgevende macht, werd eveneens afgekondigd. Aldus gaf de regering in Londen te kennen dat een dergelijke besluitwet volkomen gelijkwaardig was aan de wet in de formele zin.
Hetgeen gezegd werd over de draagwijdte en de betekenis van de afkondiging van een wet (dat niemand in de plaats van de Koning mag onderzoeken of een wet regelmatig is tot stand gekomen) geldt mutatis mutandis ook voor de afkondiging van een decreet of van een ordonnantie.